# Pierre Coustant
Pierre Coustant (Compiègne , 30 de abril de 1654 - Saint-Germain-des-Prés, 18 de octubre de 1721) fue un religioso benedictino y escritor eclesiástico francés. 

## Vida
Nacido en el seno de una familia noble y acomodada, fue hijo de Raoult Coustant, que fue abogado del parlamento francés, y de Loyse Loysel. 
Educado con los jesuitas de Compiegne, a los diecisiete años entró como novicio en la abadía de Saint-Remi que la congregación de San Mauro tenía en Reims, donde profesó al año siguiente.   
Estudió filosofía y teología en la abadía de Saint-Médard de Soissons bajo la tutela de François Lamy, quien cuando fue trasladado a la de la de Saint-Germain-des-Prés lo reclamó para trabajar en la edición de las obras de San Agustín que allí estaba llevando a cabo Thomas Blampin.  
Tras un breve periodo (1693-96) como prior del monasterio de Nogent sour Coucy volvió a Saint Germain, donde colaboró en la edición de las obras de San Hilario de Poitiers dirigida por Jean Mabillon. Posteriormente estuvo a cargo de la recopilación de decretales papales desde los tiempos de Clemente I hasta los de Inocencio III (c. 88-1216); la monumental obra, cuyo primer volumen se imprimió en vida de Coustant después de veinte años de trabajo, fue continuada tras su muerte por su correligionario Simon Mopinot, y tras la de éste, por Ursin Durand, aunque finalmente  la publicación se malogró por las acusaciones de jansenismo que la congregación tuvo que enfrentar. 